# Dmitrij Dobroskok
Dmitrij Michajlovič Dobroskok (in russo Дмитрий Михайлович Доброскок?; Buzuluk, 1º marzo 1984) è un tuffatore russo.

## Carriera
Specializzato nei tuffi dalla piattaforma, ha vinto la medaglia di bronzo alle Olimpiadi di Pechino 2008 nel sincro 10 m in coppia con Gleb Sergeevič Gal'perin.
Quattro anni prima ai Giochi di Atene 2004 si è classificato sesto nel Sincro 10 metri e undicesimo nella Piattaforma 10 m metri.

## Palmarès
- Giochi olimpici

Pechino 2008: bronzo nel sincro 10 m.
- Mondiali di nuoto

Montreal 2005: oro nel sincro 10 m.
Melbourne 2007 : argento nel sincro 10 m.
- Europei di nuoto/tuffi

Budapest 2006: oro nel sincro 10 m.
Torino 2009: argento nella piattaforma 10 m.